# کوکاکوی جزیره جنوبی
کوکاکوی جزیره جنوبی یا غبغبکی کلاغی جزیره جنوبی (نام علمی: Callaeas cinereus) نام یک گونه از تیره غبغبکی‌های نیوزیلند است.